# Stefan Niemann
Stefan Niemann (* 1966 in Stuttgart) ist ein deutscher Journalist und ehemaliger Leiter des ARD-Fernsehstudios Washington, D.C.

## Leben

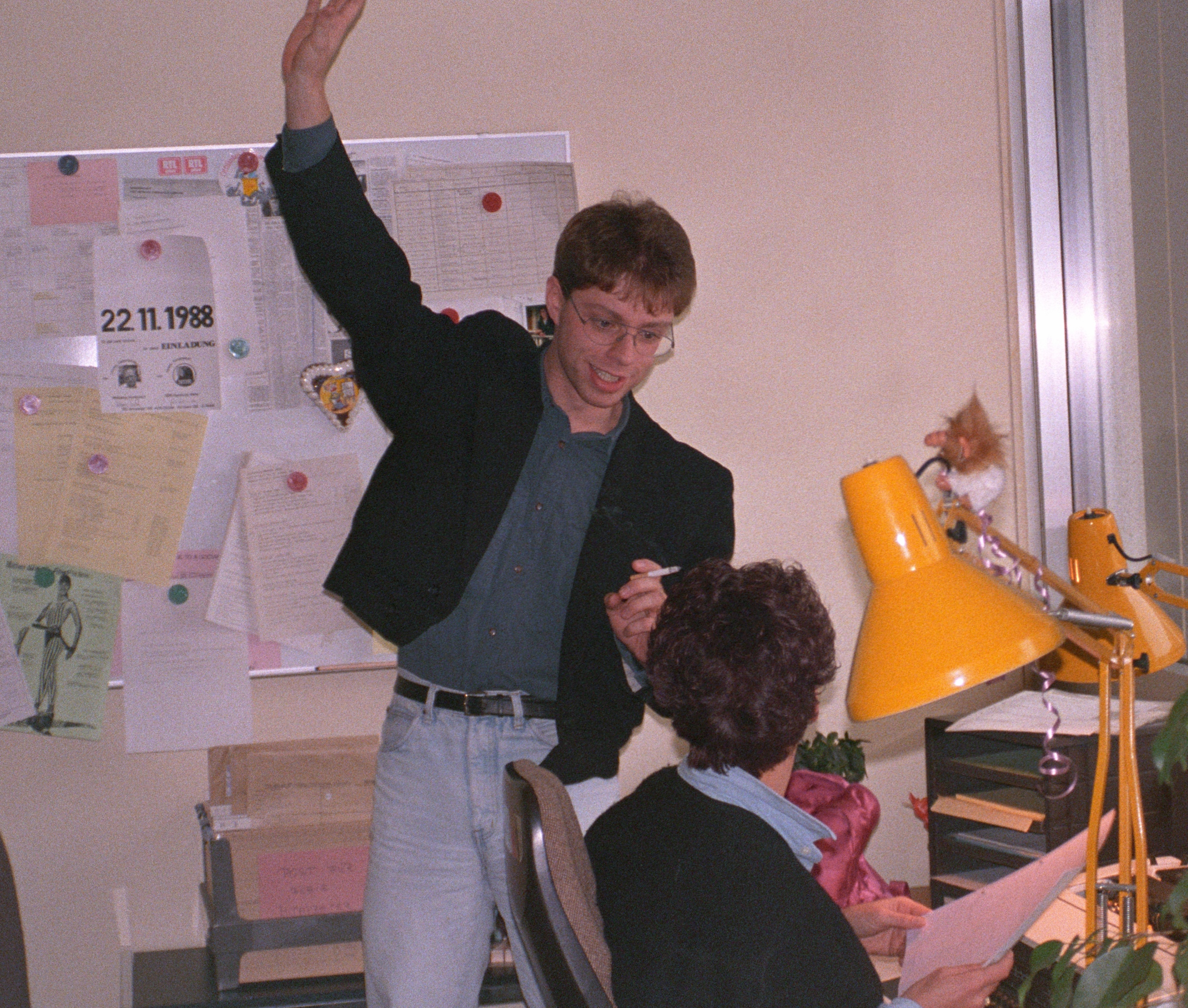
Stefan Niemann 1988 beim Hamburg Journal des NDR

Geboren in Stuttgart, wuchs Stefan Niemann zeitweise in Saudi-Arabien auf und machte in Buchholz (Nordheide) Abitur. Nach einem Volontariat beim Norddeutschen Rundfunk studierte er an der Universität Hamburg Politische Wissenschaft, Ostslawistik und Volkswirtschaftslehre mit dem Abschluss Diplom-Politologe. Zusätzlich erstellte er für den NDR Beiträge für das Hamburg Journal und den Weltspiegel. 1995 begann er als Reporter für Tagesschau und Tagesthemen, um von 1997 bis 2004 zum Fernsehkorrespondenten für China und Leiter des Studios Peking aufzusteigen. Von 2012 bis 2020 berichtete er aus dem ARD-Studio Washington, zwischen Juli 2017 und Dezember 2020 – als Nachfolger von Ina Ruck – auch als Studioleiter.
Für die Reportage „Die zerrissenen Staaten von Amerika“, die 2012 im Zuge der Präsidentschaftswahlen entstand, erhielt er gemeinsam mit Marion Schmickler den Fernsehpreis der RIAS Berlin Kommission.